# 火星登陆

2018年洞察号着陆器降陆火星表面的动画。

火星登陆（Mars landing）是指探测器降落到火星表面。在多艘尝试着陆火星的自动探测器中，有十艘成功实现了软着陆。也有包括着陆在内的未来载人火星任务研究，但至今仍未进行过尝试。1971年前苏联火星3号为首次成功登陆火星的探测器。截至2021年5月，前苏联、美国和中国都已成功登陆火星。

## 下降和着陆方法
截至2021年，所有登陆火星的方法都使用到了气动外壳和一系列的降落伞来进入火星大气层和降落，但在降落伞分离后，有三种选择。固定着陆器可从降落伞后罩上落下，并通过反推火箭一路下降，但漫游车则不能在触地后仍载着没有任何用途的火箭。 
轻型漫游车的着陆方法是将漫游车封闭在一座被安全气囊包裹的四面体结构中，当气动外壳抛离后，四面体通过系绳从降落伞后罩中放下，以便安全气囊充气。后罩上的反推火箭则可减缓下降速度。当它接近地面时四面体被释放，以气囊为减震器降落到地表上。在气囊停止滚动后，四面体打开，露出漫游车。
如果漫游车太重，无法使用安全气囊，则可将反推火箭安装在“空中吊车”上。空中吊车从降落伞后罩中落下，在它接近地面时，通过系统放下漫游车。一旦漫游车触地，系绳就被切断，空中起重机（火箭仍在喷射）则会飞离到远处坠毁。

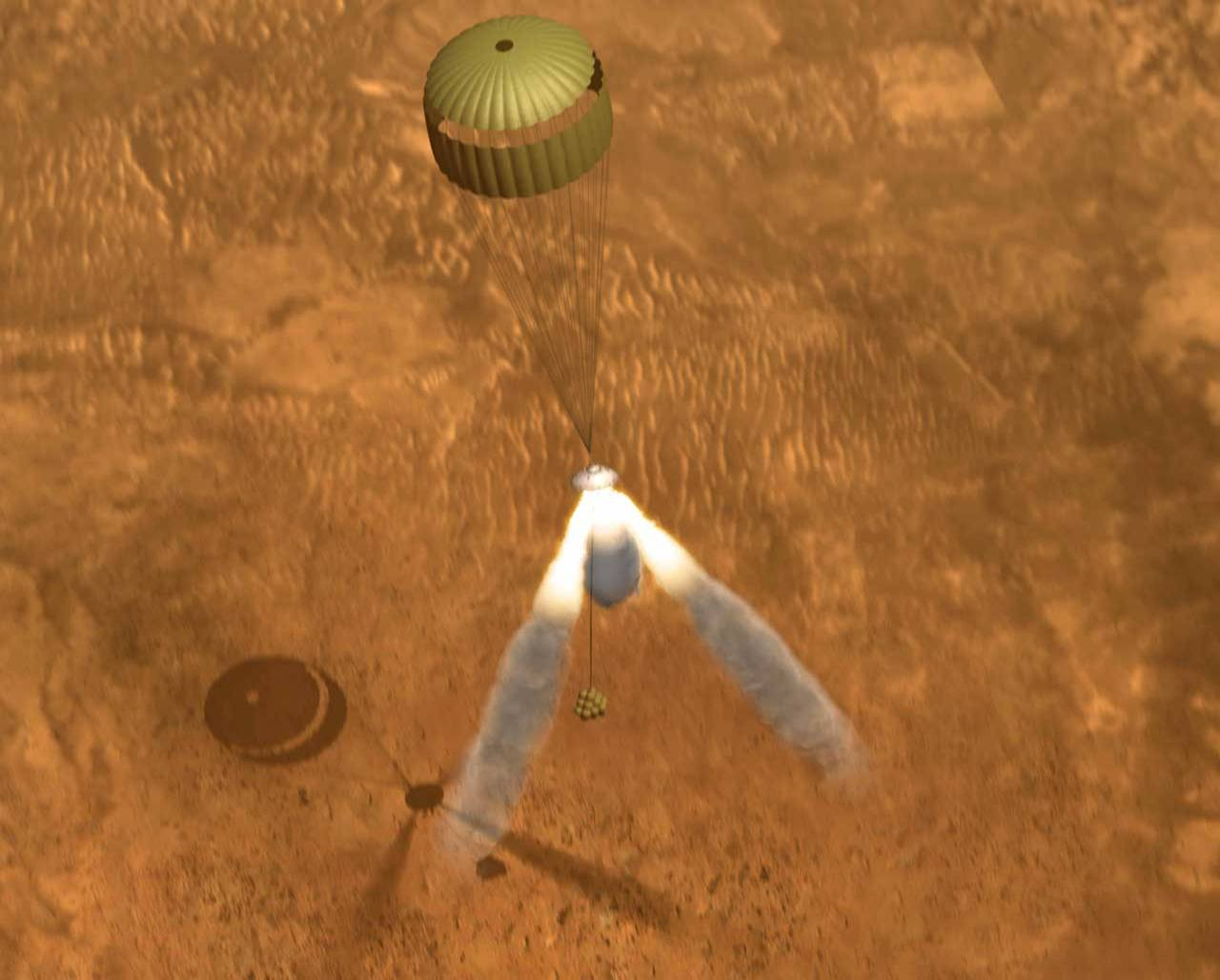
安全气囊方式着陆。
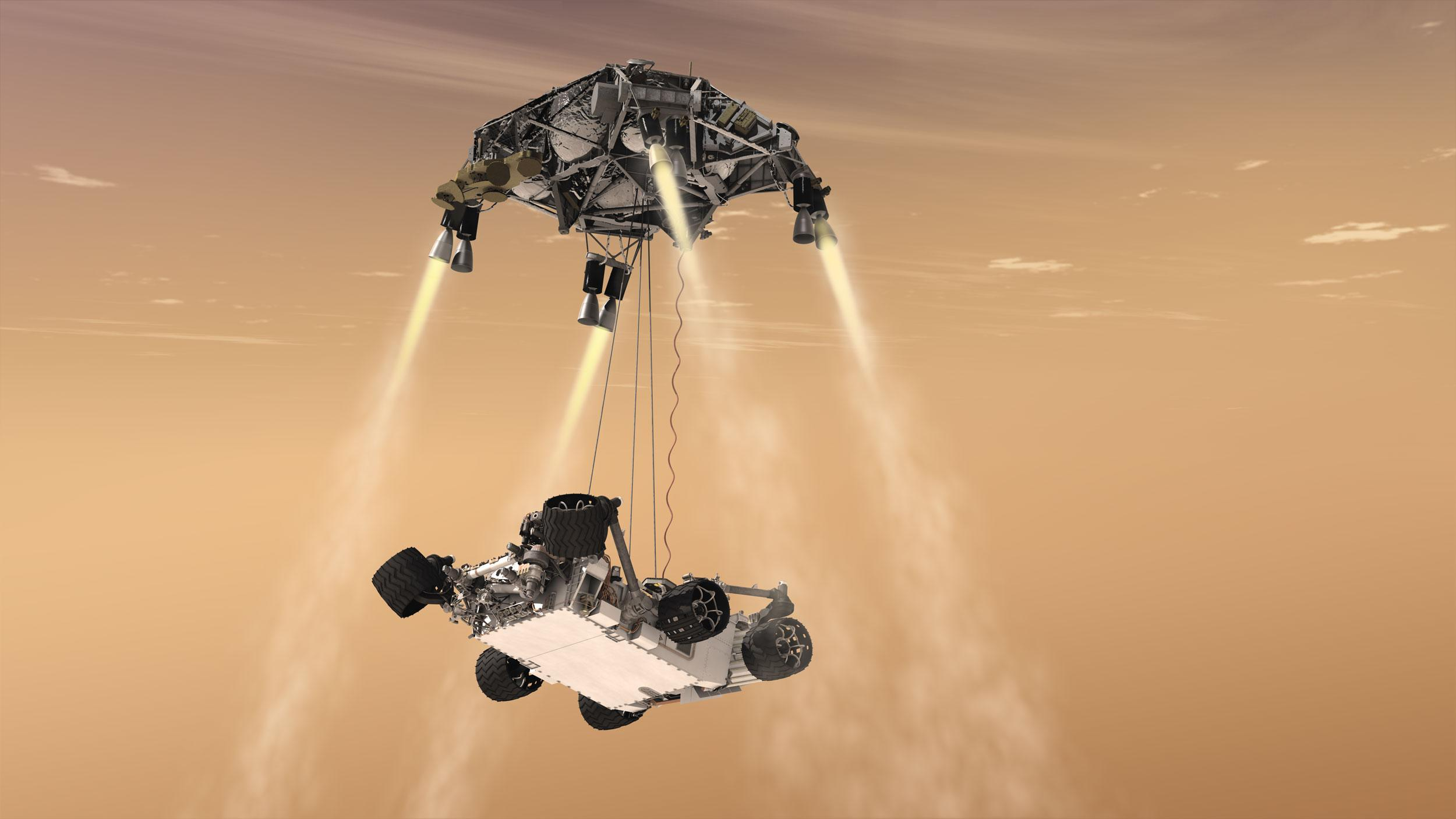
火星科学实验室好奇号漫游车从“空中起重机”上降落的艺术想象图。
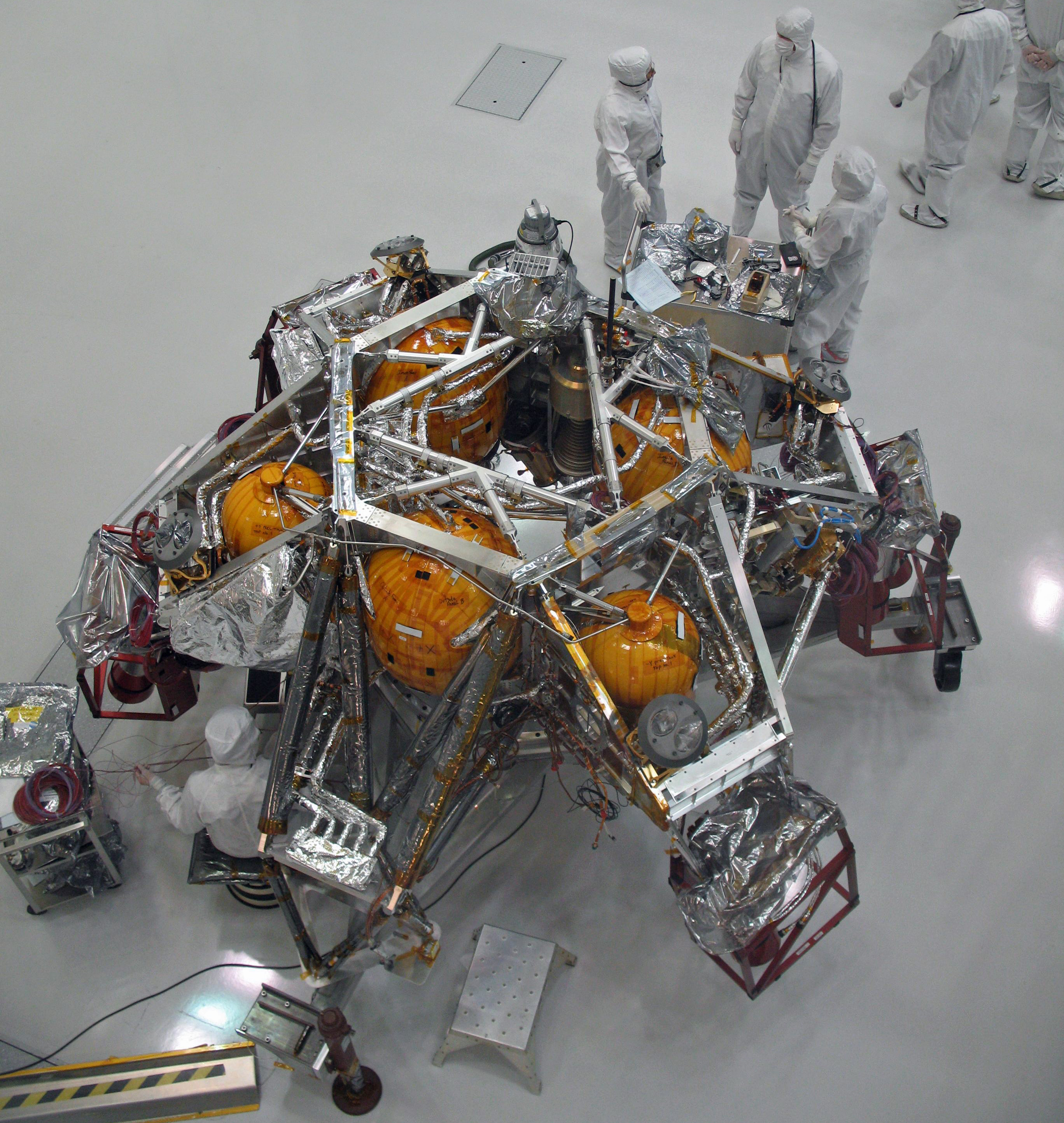
正在地球上建造的火星科学实验室下降段。
执行垂直起飞和着陆的机智号直升机。

## 更重载荷的降落
对于比好奇号漫游车（它的气动外壳直径达4.5米（15英尺））更重的着陆器，工程师们正在开发一种直径8米（28英尺）的组合式刚性充气的低密度超音速减速器，它必须配有一具按比例增大的降落伞。

## 着陆挑战
无人探测器以及未来的人类登陆火星，是一项技术挑战。为实现顺利着陆，着陆器必须解决以下问题：
- 稀薄的火星大气层；
- 与表面距离的测量；
- 弹道俘获技术不足；
- 下降段反推动力技术不足；
- 任务设计不足；
- 进入、下降和着陆（EDL）过程时间更短。

2018年，美国航天局重新使用海盗号时代的技术，成功将洞察号着陆器降落在火星表面。但这项技术无法应对在不久将来的载人火星任务中起降大量货物、栖息装备、上升载具及人类的需求。为改进和实现这一目标，需要升级技术和运载火箭。对于使用当前技术相继成功的软着陆，其着陆器应具备的一些重要因素为：
- 质量一般不超过0.6吨（1000磅）；
- 弹道系数小于35千克/米2（7.2磅/英尺2）；
- 气动外壳直径应小于4.6米（15英尺）；
- 气动外壳几何形状一般为70度圆锥罩；
- 降落伞直径应小于30米；
- 需要使用超音速反推动力下降；
- 需要执行轨道进入（即从火星轨道进入）。

## 与地球的通信
从海盗号计划开始，火星表面的所有着陆器都使用轨道探测器作为通信卫星向地球转发数据。着陆器使用特高频发射器将数据发送到轨道器，然后轨道器使用X波段或Ka波段频率将数据中继到地球。这些更高的频率，以及更强的发射器和更大的天线，使轨道器发送数据的速度比着陆器直接向地球传输的速度快得多，从而节省了接收天线的宝贵时间。

## 火星登陆列表

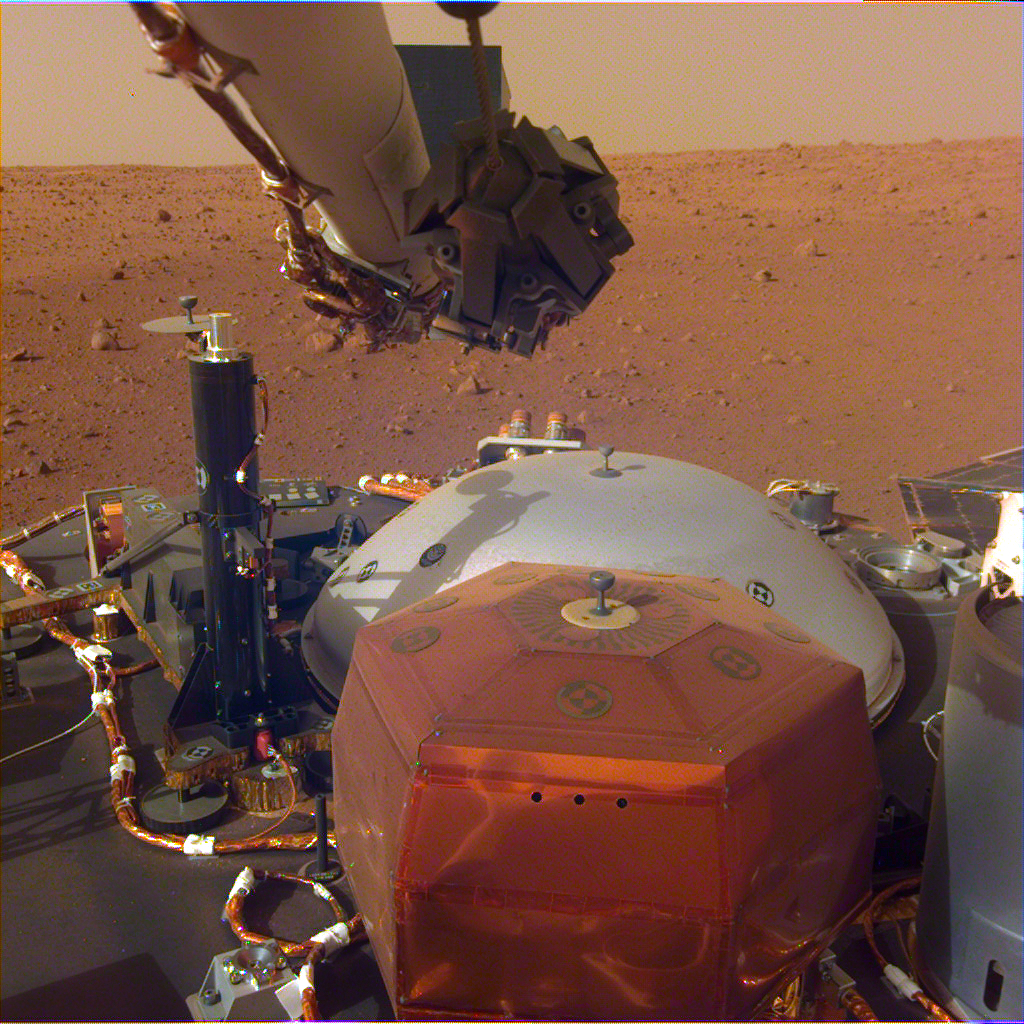
2018年12月洞察号火星着陆器视图

20世纪70年代，前苏联数艘探测器试图着陆火星，但均未成功。1971年成功火星3号着陆，但不久就产生了故障。而美国海盗号着陆器在成功着陆后提供了数年之久的图像和数据。然而，直到1997年火星探路者着陆，才有了另一次成功的火星登陆。二十一世纪，有数次成功的着陆，但也有很多次坠毁事件。

### 火星探测器计划
第一艘计划成为火星撞击着陆器的探测器是前苏联的“火星1962B”，1962年发射失败。
1970年，苏联开始设计超重型无人火星航天器的“火星4NM”和“火星5NM”号任务，第一艘为计划于1973年初发射的“火星探索飞行器”（Marsokhod），第二艘是计划于1975年进行的火星取样返回任务。这两艘航天器都计划用N1运载火箭发射，但由于该型火箭从未成功飞行过，火星4NM和火星5NM项目后被取消。
1971年，作为火星探测器计划M-71的一部分，苏联发射了火星2号和火星3号探测器，每艘探测器都携带有一架着陆器。火星2号着陆器未能着陆并撞击在火星。火星3号着陆器成为第一艘在火星上成功软着陆的探测器，但它的数据收集不太成功。着陆90秒后，着陆器开始向火星3号轨道器发射信号，但14.5秒后，由于不明原因传输停止。故障原因可能与当时发生的极强火星沙尘暴有关。这些太空探测器都带有一辆火星探测车，虽然从未部署过。
1973年，苏联又向火星发射了两架着陆器，火星6和火星7号。火星6号着陆器在下降过程中传输224秒的数据，但在即将启动减速火箭准备着陆前，所有联系中断。由于设计缺陷，探测器上的芯片在任务执行期间退化，发回的大量数据无法使用。火星7号着陆器由于其中一项机载系统（姿态控制或减速火箭）出现操作问题而过早地与运载平台分离，并在1300公里（810英里）处掠过火星。
成对发射的火星5M（火星79号）采样返回任务计划于1979年进行，但后因复杂性和技术问题而取消。

### 海盗号计划

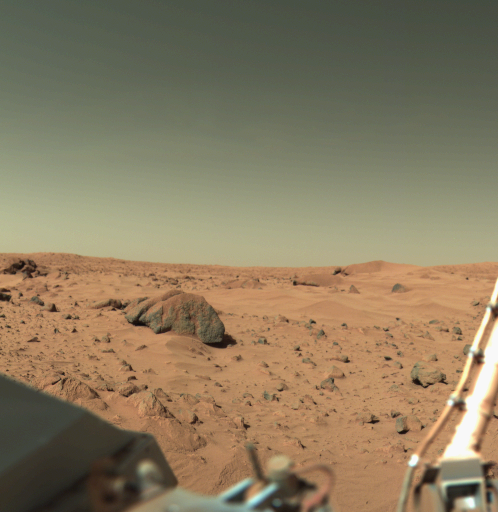
海盗1号着陆点（点击图片查看详细说明）。

1976年，两艘美国海盗号探测器进入火星轨道并各发射了一台着陆器，在火星表面成功实现了软着陆。随后，它们首次成功传回了大量数据，包括首张彩色图片和广泛的科学信息。在着陆点测得的温度范围为150-250K(摄氏-123度到-23度；华氏-190度至-10度），一天内的变化为摄氏35到50度（华氏95度至122度）之间。观测到了季节性沙尘暴、气压变化和两极极冠之间的大气运动。一项生物探测实验提供了可能的生命证据，但并未得到其他探测器实验的证实。
1976年7月25日，海盗1号轨道器在为海盗2号着陆器寻找合适着陆点时，拍摄到了构成所谓火星人脸的地形。
海盗号计划是被取消的旅行者计划的后继任务，旅行者的名称后来被用于二艘太阳系外探测器。

### 火星探路者号

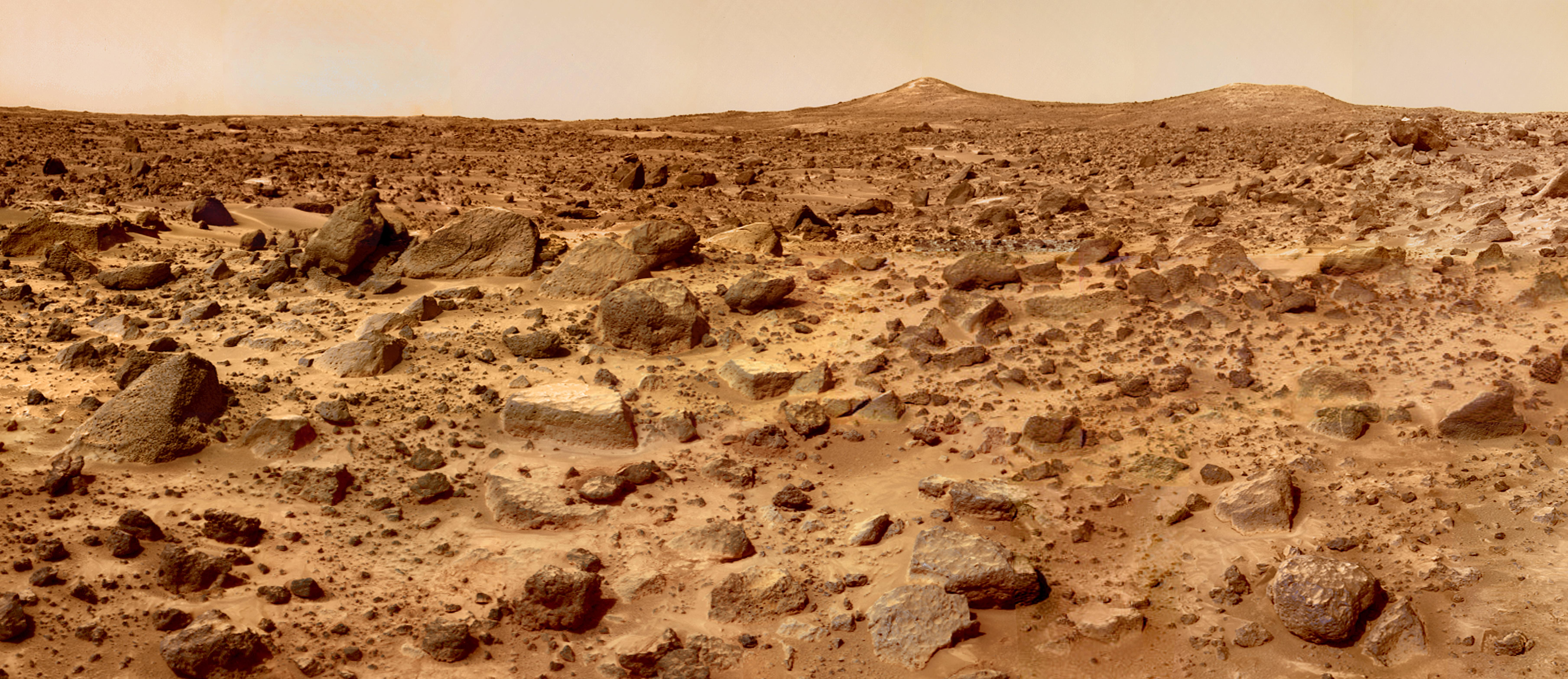
火星探路者号拍摄的阿瑞斯谷。

美国宇航局的火星探路者号探测器在火星全球探勘者号轨道器协助下于1997年7月4日登陆火星，其着陆地点是火星北半球一处名为阿瑞斯谷的古老洪泛平原，为火星上岩石分布最多的地区之一。该着陆器携带了一辆名为旅居者号的微型遥控漫游车，这是第一辆成功的火星漫游车，它在着陆点周围行驶了数米，探索周边环境并采集岩石样本。世界各地的报纸都刊登了登陆器部署漫游车以前所未有的方式探索火星表面的图片。
截止1997年9月27日最后一次数据传输前，火星探路者任务从着陆器发回了16500幅图像，从漫游车发回了550幅图像，以及超过15份岩石和土壤化学分析和有关火星风及其他天气因素的大量数据。着陆器和漫游车上探测仪器调查的结果表明，过去的火星环境曾经温暖潮湿，有液态水和较厚的大气层。火星探路者任务网站一度成为当时访问量最大的网站。

### 一连串的失败
| 探测器           | 评价 | 是否有着陆器 |
| ---------------- | ---- | ------------ |
| 福波斯1号        | 失败 | 火卫一       |
| 福波斯2号        | 成功 | 火卫一       |
| 火星观察者号     | 失败 | 否           |
| 火星96           | 失败 | 是           |
| 火星探路者       | 成功 | 是           |
| 火星全球探勘者号 | 成功 | 否           |
| 火星气候探测者号 | 失败 | 否           |
| 火星极地着陆者号 | 失败 | 是           |
| 深空2号          | 失败 | 是           |
| 希望号探测器     | 失败 | 否           |

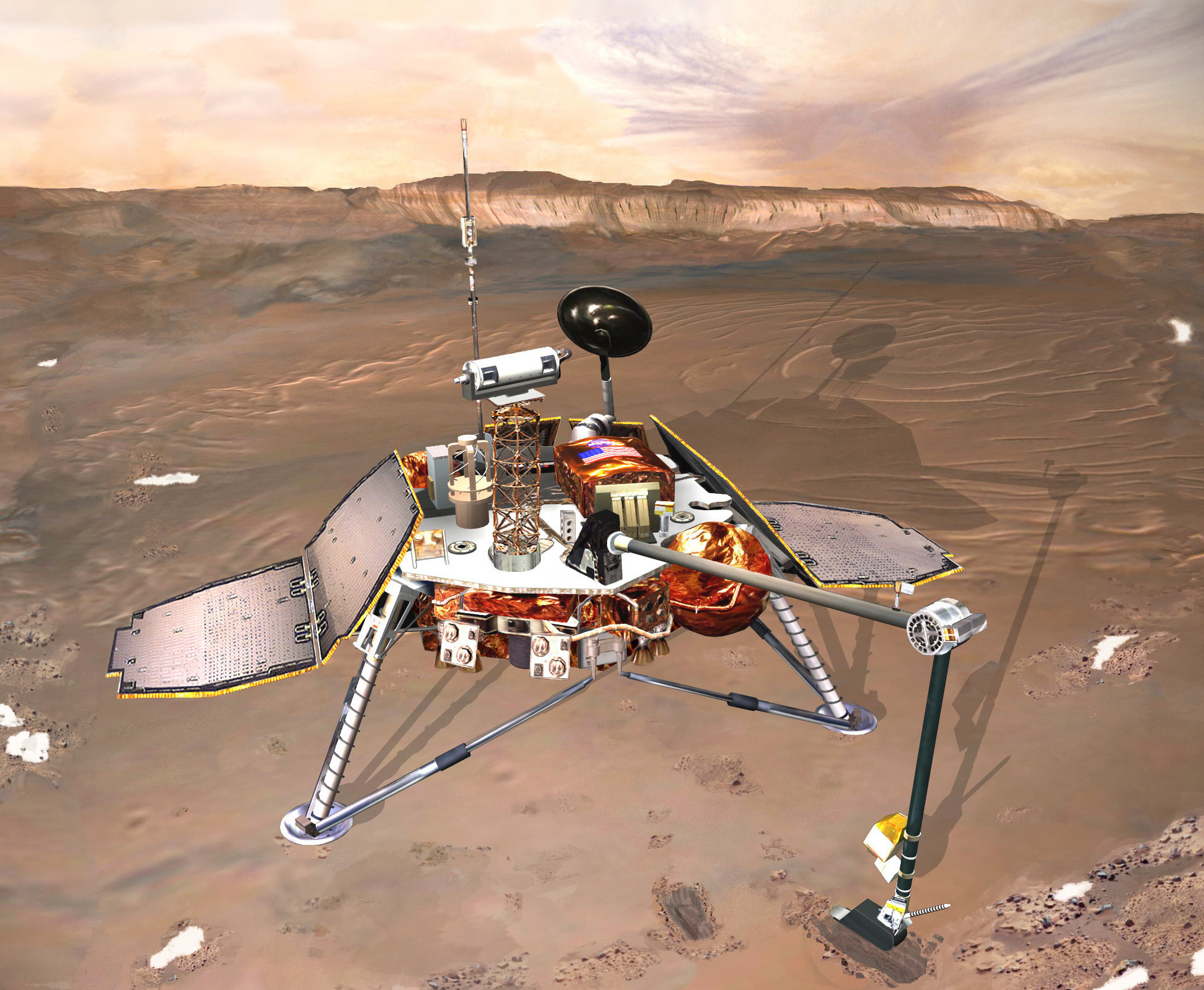
位于火星表面的火星极地着陆者号概念图。

1996年11月16日，俄罗斯发射的轨道飞行器“火星96”，因第四级D-2火箭未能按计划二次点火而失败。继全球探勘者号和火星探路者项目取得成功后，1998年和1999年又发生了一系列的发射失败，日本的希望号探测器和美国宇航局的火星气候探测者号、火星极地着陆者号和深空2号穿透器等都在最后阶段出现各种错误。火星气候探测者号器因洛克希德·马丁公司工程师混淆了美制单位与公制单位，导致轨道器在进入火星大气层时烧毁。20世纪90年代，美国宇航局共执行了5-6次任务，其中只有火星探路者号和火星全球勘测者2次成功，使火星探路者及其漫游车成为20世纪90年代唯一成功火星登陆任务。

### 火星快车号和小猎犬2号

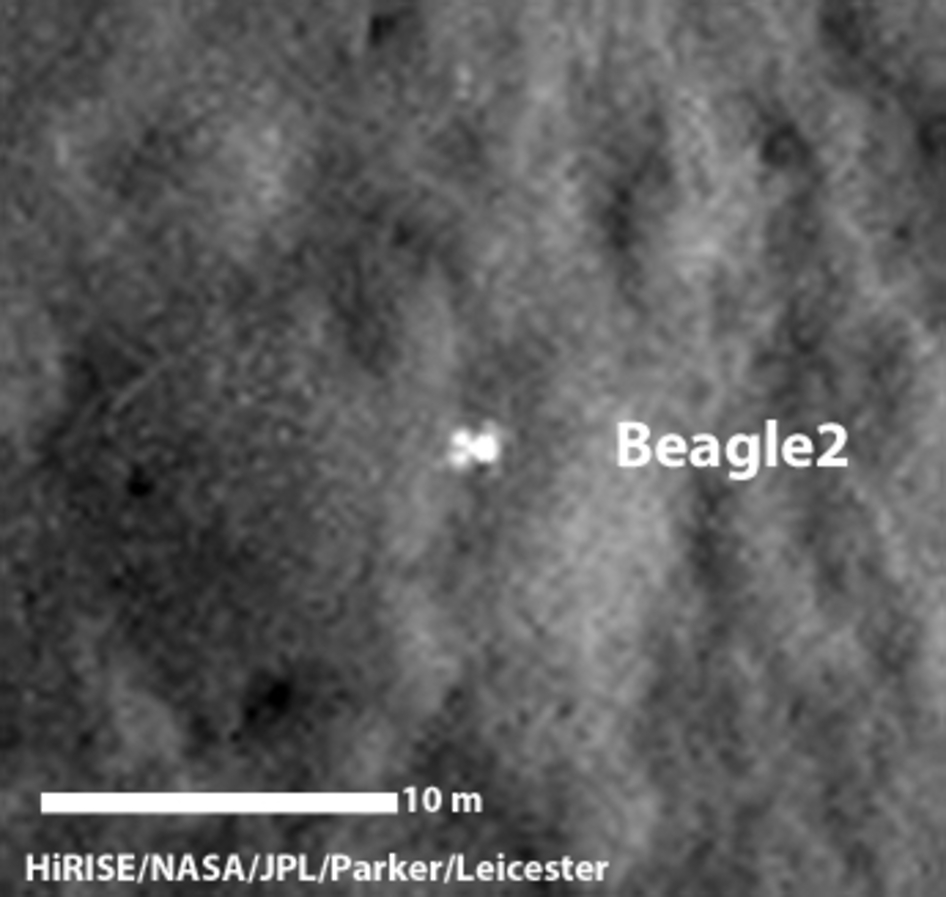
小猎犬2号在2003年12月与火星快车号分离后失踪11年，2015年被重新找到。

2003年6月2日，欧洲空间局火星快车号探测器从拜科努尔航天发射场升空前往火星。火星快车号探测器由火星快车号轨道飞行器和小猎犬2号着陆器组成。虽然着陆探测器设计为固定式平台，但它的机械臂上携带有挖掘装置和迄今为止质量最小的光谱仪，以及一系列其他装置，以便准确分析尘埃表面下的土壤。
轨道飞行器于2003年12月25日进入火星轨道，小猎犬2号也应于同一天进入火星大气层。但与该着陆器的联系一直得不到响应，整个1月份都在不断尝试与它连接，直到2月中旬，不得不宣布“小猎犬2号”丢失。英国和欧空局发起了一项联合调查，指责首席研究员科林·皮林格项目管理不善。尽管如此，火星快车号轨道飞行器证实了火星南极存在水冰和二氧化碳冰，美国宇航局此前已证实它们也存在于火星北极。
2013年，美国宇航局火星勘测轨道飞行器上的高分辨率成像科学设备相机发现了“小猎犬2号”着陆器的踪迹，2015年1月，即皮林格去世后数月，确认了“小猎犬2号”的存在。着陆器似乎已成功着陆，但未打开其电源和通信设施。

### 火星探测漫游者

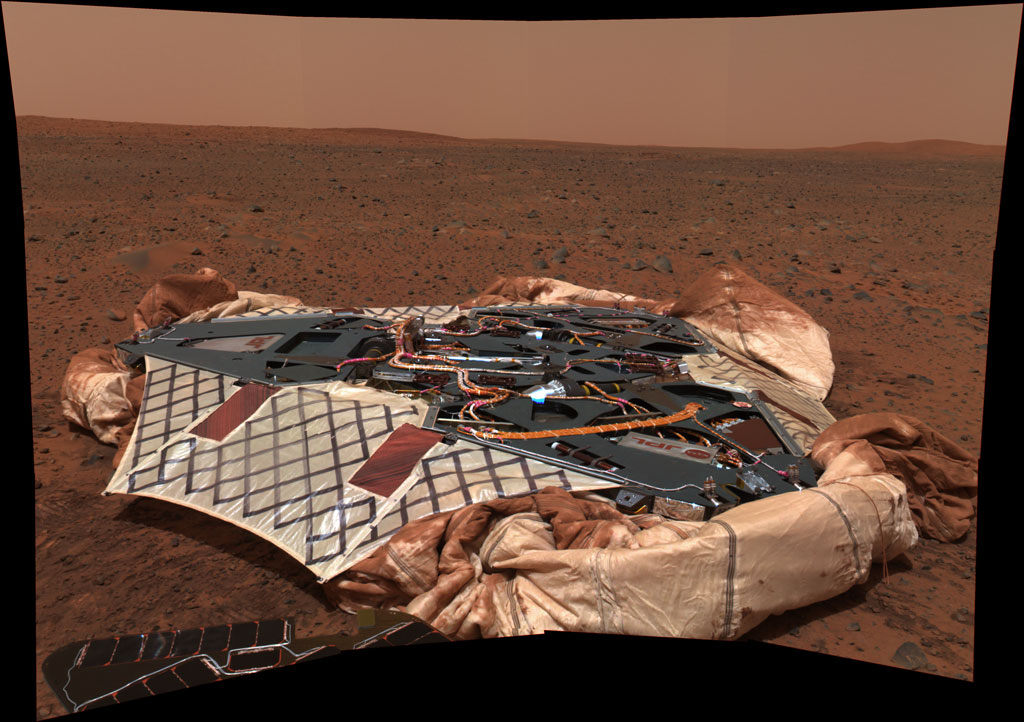
2004年1月18日至19日（勇气号第16个火星日），勇气号漫游车拍摄了它位于火星表面的着陆器照片。

火星快车号发射不久，作为火星探测漫游者任务的一部分，美国宇航局也向该行星派出了二艘孪生探测器。2003年6月10日，美国宇航局的火星探测漫游者-A“勇气号”发射升空。它于2004年1月3日成功降落在古瑟夫撞击坑（据信曾经是一座陨坑湖）。它勘查了该地区的岩石和土壤，以寻找曾经有过水的证据。2003年7月7日，第二辆漫游车火星探测漫游者-B“机遇号”升空，它于2004年1月24日降落在子午线高原（那里有大量赤铁矿矿床，表明过去存在过水）进行了类似的地质勘测工作。
尽管勇气号漫游车出现的短暂通信中断（由文件系统异常所引起 （页面存档备份，存于））使探测活动被推迟了数天，但两辆漫游者最终都开始了对其着陆点的探索。机遇号漫游车降落在一处特别有趣的地点，一座有基岩露头的陨石坑。3月2日，任务小组成员接连地宣布，漫游车发回的数据显示，这些岩石曾“浸没在水中”，并在3月23日得出进一步结论，它们曾位于咸海水底。这是首个代表过去某个时期火星上存在液态水的有力直接证据。
2005年7月末，《星期日泰晤士报》报道称，这些漫游车可能将“沙福芽孢杆菌”（Bacillus safensis）带到了火星。据美国宇航局一位微生物学家说，这种细菌可在飞行途中及火星环境中存活下来。含有这一主张的书籍，艾伦.柏狄克（Alan Burdick）撰写的《回不去的伊甸园》（Out of Eden）将在英国出版。尽管两辆着陆器都进行过消毒灭菌，但都不能保证完全不带有细菌。
这两辆漫游车原设计均仅执行为期三个月任务，但实际运行时间比计划要长得多。勇气号直到2010年3月，也即探索74个月后才与地球失去联系，而机遇号运行时间则更是长达173个月，截止2018年6月与它的通讯中断时，其行驶里程已超过45公里。两辆漫游车发现了许多新的东西，如隔热罩岩，这是在另一颗行星上发现的第一块陨石。

### 凤凰号

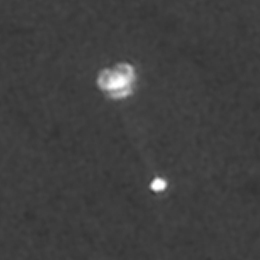
火星勘测轨道飞行器上的相机拍摄到正悬挂在降落伞上穿过火星大气层下降的“凤凰号”。

凤凰号火星探测器于2007年8月4日发射升空，并于2008年5月25日降落在火星北极地区，它以被拍摄到的降陆时照片而闻名，因为这是首次一艘探测器捕捉到另一艘正降落到行星上的探测器（月球不是一颗行星，而是一颗天然卫星）。
凤凰号之后是火星科学实验室，这是一艘比勇气号和机遇号能力更强的漫游车。火星科学实验室原本计划于2009年发射，后来推迟至2011年11月26日才发射。
2011年11月，俄罗斯发射了福布斯-土壤探测器，这是一项到火卫一采样返回的任务，还搭载有与中国的萤火一号火星轨道飞行器，这次发射成功进入地球轨道，但未能飞往火星。

### 火星科学实验室

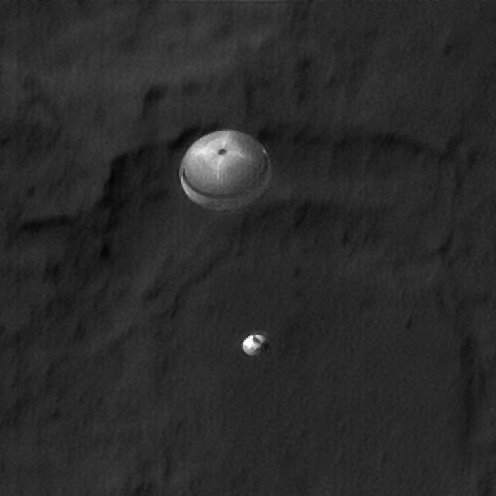
正在降落到火星的火星科学实验室（和好奇号漫游车）。

2011年11月发射的火星科学实验室（和好奇号漫游车）于2012年8月6日协调世界时5时17分，降落在火星盖尔撞击坑内埃俄利斯山（夏普山）与皮斯谷之间的埃俄利斯沼中，现称为布雷德伯里着陆场的一处区域内。该着陆点位于靠近埃俄利斯山底的埃俄利斯沼“51方格区”（黄刀湾） 。在经过3.5亿英里的旅程后，漫游车降落在距计划的目标位置中心不到2.4公里处。2012年8月22日，美国宇航局将该着陆点命名为布雷德伯里着陆场，以纪念美国科幻作者雷·布雷德伯里。

### 火星地外生物学

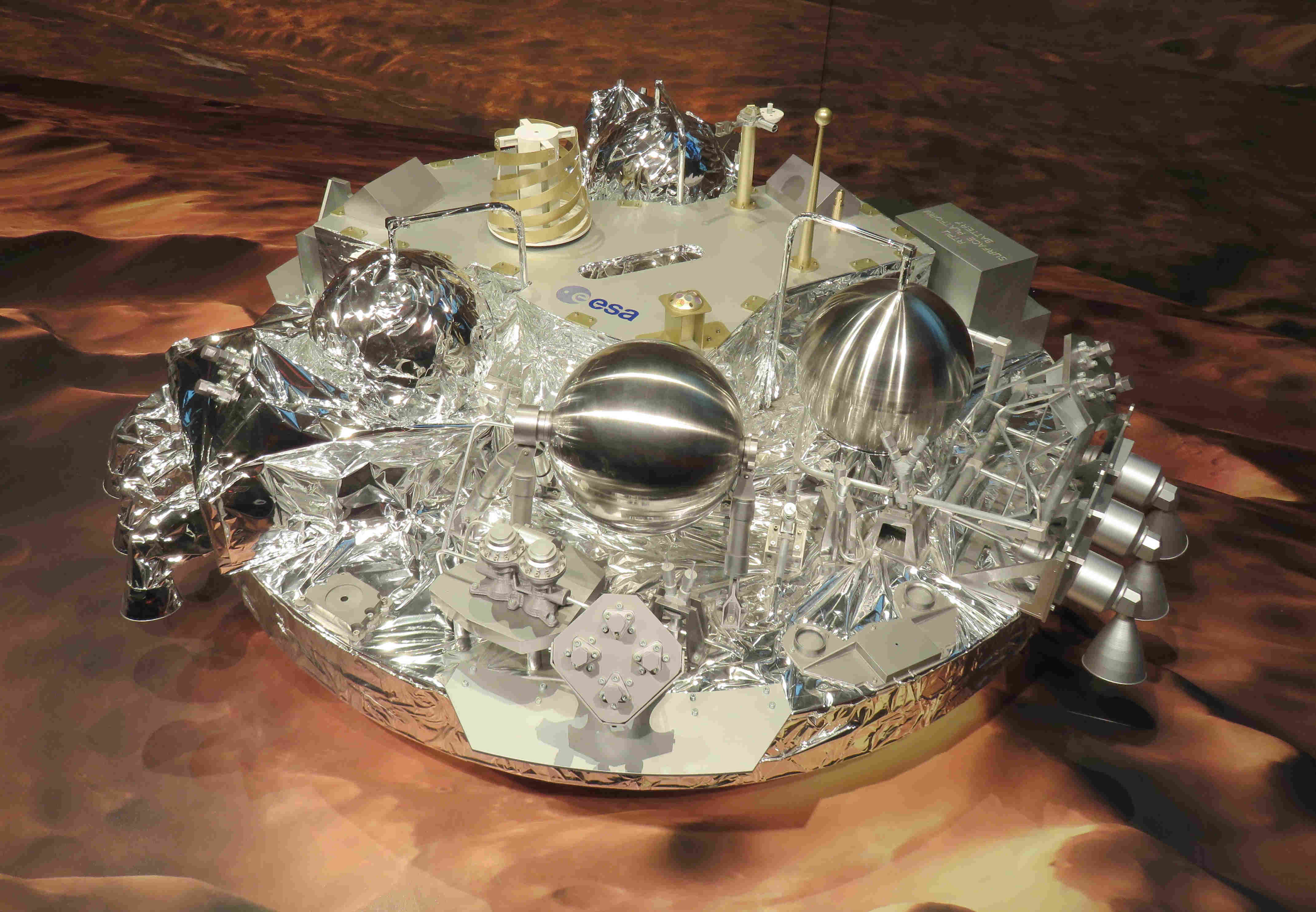
位于歐洲太空營運中心的斯基亚帕雷利登陆器模型。

斯基亚帕雷利登陆器旨在测试未来在火星表面软着陆的技术，作为火星地外生物学探测项目的一部分。它由欧洲空间局和俄罗斯航天国家集团在意大利建造。2016年3月14日，与火星微量气体任务卫星一道发射，并于2016年10月19日尝试着陆。遥测数据约在预定着陆时间前一分钟丢失，但确认着陆设定的大部分操作，包括隔热罩抛离、降落伞打开和火箭启动等都已成功。火星勘测轨道飞行器后来拍摄到的图像显示了似乎是斯基亚帕雷利坠毁处的地点。

### 洞察号

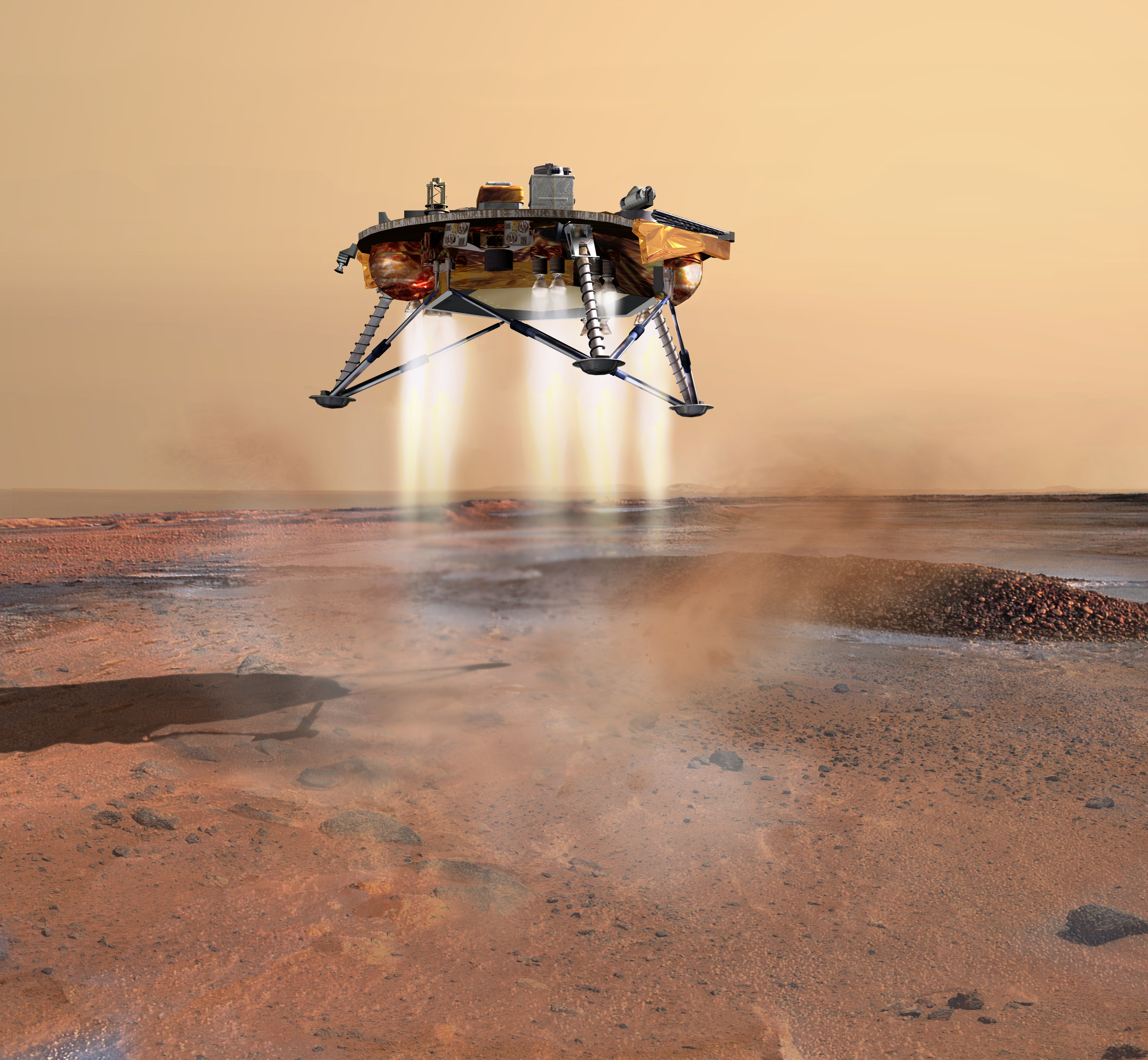
类似于“洞察号”的“凤凰号”着陆想象图。

2018年5月5日，美国宇航局洞察号着陆器发射升空，该登陆器旨在研究火星内部深处的地震学和热流。2018年11月26日，它成功降落在火星的埃律西昂平原。

### 火星2020和天问一号
美国宇航局的火星2020和中国的天问一号均于2020年7月窗口期发射。
2021年2月18日，火星2020毅力号漫游车成功降落在耶泽罗撞击坑内，该地点现被称为奥克塔维娅·埃·巴特勒着陆场，在部署完机智号直升机后，它于4月份开始了后续的飞行。另外，天問一号着陆器和祝融号火星车在乌托邦平原着陆，2021年5月22日火星车驶离着陆平台，并在2021年6月1日拍摄了落地后的远程自拍照。

### 未来任务
欧空局罗莎琳德·富兰克林号探测车计划于2022年发射，它将采集2米深处的土壤样本，并进行大范围的生命印迹和生物分子搜索。欧空局和美国航天局还提议在2024年或之后启动火星取样返回任务，这项任务将是欧洲欧若拉计划的一部分。

## 着陆点识别
随着火星着陆器接近地面，确定安全的着陆点是一项尤为关键的问题。

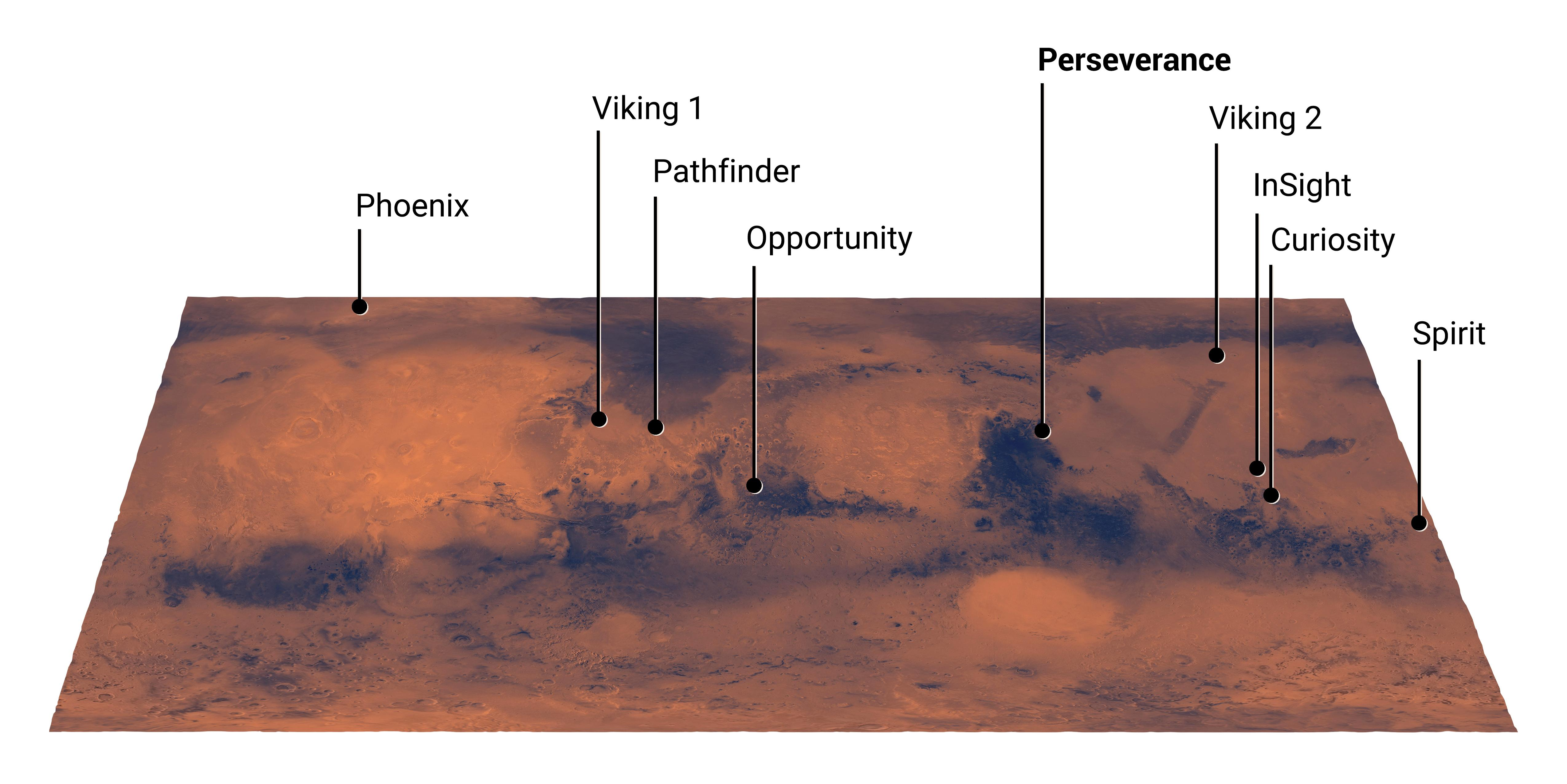
火星登陆点(2020年12月16日)

## 另请查看
- 火星定居
- 火星探测
- Google火星
- 载人火星任务
- 火星探测任务列表
- 火星竞赛
- 火星车
- 太空天气